# Sarah Owen
Sarah Mei Li Owen (née le 11 janvier 1983), est une syndicaliste et femme politique britannique du parti travailliste. Elle est députée de Luton North depuis 2019. Owen est d'origine chinoise, ce qui fait d'elle la première députée travailliste d'origine est-asiatique et la première femme députée d'origine chinoise.

## Biographie
Owen est née et grandit à Hastings. La famille de sa mère est d'origine chinoise malaisienne,.
Elle travaille dans le secteur public en tant que travailleur social pour le NHS, assistant politique pour le conseil municipal de Brighton et Hove et employé des pompiers de Londres dans le service de planification des urgences,,. Owen est également conseiller politique d'Alan Sugar et travaille sur la politique nationale du Labour pour les petites entreprises.
En 2011, elle est choisie comme candidate du Parti travailliste pour Hastings et Rye pour les élections générales suivantes. Aux élections générales de 2015, Owen termine à la deuxième place avec 17 890 voix, soit 4 796 voix derrière la candidate conservatrice Amber Rudd,.
Owen est auparavant responsable politique du syndicat GMB et est enseuite membre du Comité exécutif national du Labour. Elle est présidente de Chinese for Labour.
Lors des élections générales de 2019, Owen est choisie par un panel issu du Comité exécutif national du Labour comme candidate du parti pour Luton North, plutôt que par les militants locaux, provoquant des protestations de certains d'entre eux qui pensaient que GMB leur a imposé le candidat. Owen est élue avec un total de 23 496 voix, soit une majorité de 9 247 voix sur le candidat du Parti conservateur.
Lors de son élection, Owen est nommée secrétaire parlementaire privée de la secrétaire d'État fantôme aux Affaires étrangères et du Commonwealth Lisa Nandy. Le 15 octobre 2020, Owen démissionne de son poste de PPS pour voter contre le projet de loi sur les sources secrètes de renseignements humains (conduite criminelle), en désaccord avec la consigne du Labour de s'abstenir.
Le 14 avril 2021, elle est nommée secrétaire parlementaire privée de Rachel Reeves et whip.

## Vie privée
Owen donne naissance à une fille en février 2020. Elle a déjà fait des fausses couches, un sujet dont elle a parlé dans le bulletin de son syndicat pour la sensibilisation à la perte de bébé.